# 阿部秀明
阿部 秀明（あべ ひであき、1956年 - ）は、日本の商学者・経営学者。学位は、学術博士（北海道大学）。北海商科大学商学部名誉教授。

## 略歴
北海道大学経済学部卒業。1985年北海道大学大学院環境科学研究科博士課程修了。同年、北海学園北見大学商学部講師。1987年北海学園北見大学商学部助教授。1988年3月に北海道大学より「日本農業・非農業をめぐる農政の経済効果に関する研究 : マクロ計量経済モデルの適用による実証研究を通して」で博士号受く。1998年北海学園北見大学商学部教授。2006年北海商科大学商学部教授。2024年同定年退職。
この他、1999年韓国忠北開発研究院特別研究員（～2004年）や2000年北海学園北見大学開発政策研究所副所長（～2002年）同開発政策研究所主任研究員（1994年～2000年、2002年～2006年）も務める。
1986年に第2回NIRA政策研究・東畑記念賞受賞。

## 研究領域
専門は経営学。特に環境影響評価や環境政策、経済統計学、農業経済学など多岐に渡る。 

## 主著
- 黒柳俊雄編『農業構造政策』（分担執筆、農林統計協会、1991年）
- 『持続可能な観光と地域発展へのアプローチ』（共著、泉文堂、1999年）
- 黒柳俊雄編『消費者と食料経済』（分担執筆、中央経済社、2000年）
- 『地方都市圏の今日的課題と戦略』（共著、泉文堂、2005年）
- 総合観光学会編『新時代の観光 : 課題と挑戦』（共著、同文舘出版、2007年）

など